# 遠藤武文
遠藤 武文（えんどう たけふみ、1966年2月8日 -）は、日本の小説家・推理作家、政治家（安曇野市議会議員）。長野県東筑摩郡明科町（現・安曇野市）出身、在住。長野県松本蟻ヶ崎高等学校、早稲田大学政治経済学部政治学科卒業。

## 経歴
中学生の頃からアーサー・コナン・ドイルやエラリー・クイーンの推理小説を読み漁り、作家への夢を抱いてきた。大学卒業後、広告会社・郷土史出版社を経て、損害保険会社に勤務。警察共済組合の保険代理店「たいよう共済」の担当だったことがあり、その時の人脈が警察の描写に役立っているという。
2007年11月に放送された松本清張原作のテレビドラマ「点と線」に触発されて小説の執筆を始める。2009年、初めて書いた小説『プリズン・トリック』（応募時のタイトルは「三十九条の過失」）で第55回江戸川乱歩賞を受賞。選考委員の大沢在昌は「厳しい点をつけた」「作者の都合が目につきだすところが苦しい」と否定的な評価をしたが、恩田陸は「描こうとしている絵の大きさ、やろうとしていることのハードルの高さに惹かれた」、天童荒太は「小説に対する志は、この候補者が最も高いと感じた」、東野圭吾は「このトリックに挑んだところに志の高さを感じた」と評し受賞が決まった。2010年、信毎文化事業財団が主催する第15回信毎選賞を受賞。
2017年10月15日投開票の安曇野市議会議員選挙に立候補し1,334票を獲得し当選。市議会議員を1期務め、つづく2021年10月17日投開票の安曇野市議会議員選挙では759票を獲得も落選。

## 作品リスト

### 単行本

#### 警察庁情報分析支援第二室〈裏店〉シリーズ
- 炎上 警察庁情報分析支援第二室〈裏店〉（2012年3月 光文社）
  - 収録作品：消失 / 黒猫 / 窃盗犯 / 炎上
- フラッシュモブ 警察庁情報分析支援第二室〈裏店〉（2014年7月 光文社）
  - 収録作品：フラッシュモブ / 場違いな男 / 祝福されない結婚 / 検案 / 密室の熊

#### 警部補城取圭輔シリーズ
- 天命の扉（2012年7月 角川書店 / 2014年4月 角川文庫）
- 原罪（2013年12月 祥伝社）
- 龍の行方（2014年3月 祥伝社）
  - 収録作品：被害者は八面大王 / 鬼女の殺意 / 狒狒を許さない社会 / 怨讐の白駒池 / 龍の行方
- サブマージ（2015年9月 角川書店）

#### その他
- プリズン・トリック（2009年8月 講談社 / 2012年1月 講談社文庫）- 「三十九条の過失」改題
- トリック・シアター（2010年6月 講談社 / 2013年7月 講談社文庫）
- パワードスーツ（2011年8月 講談社 / 2014年8月 講談社文庫）
- デッド・リミット（2011年9月 集英社）
- 現調（2014年10月 講談社）
- 狙撃手のオリンピック（2016年1月 光文社）

### アンソロジー
「」内が遠藤武文の作品
- ザ・ベストミステリーズ 2010 推理小説年鑑（2010年7月 講談社）「レッド・シグナル」
  - 【分冊・改題】Logic 真相への回廊 ミステリー傑作選（2013年4月 講談社文庫）
- デッド・オア・アライヴ（2013年12月 講談社 / 2014年9月 講談社文庫）「平和への祈り」
- ベスト本格ミステリ2014（2014年6月 講談社ノベルス）「フラッシュモブ」